# Eslarn

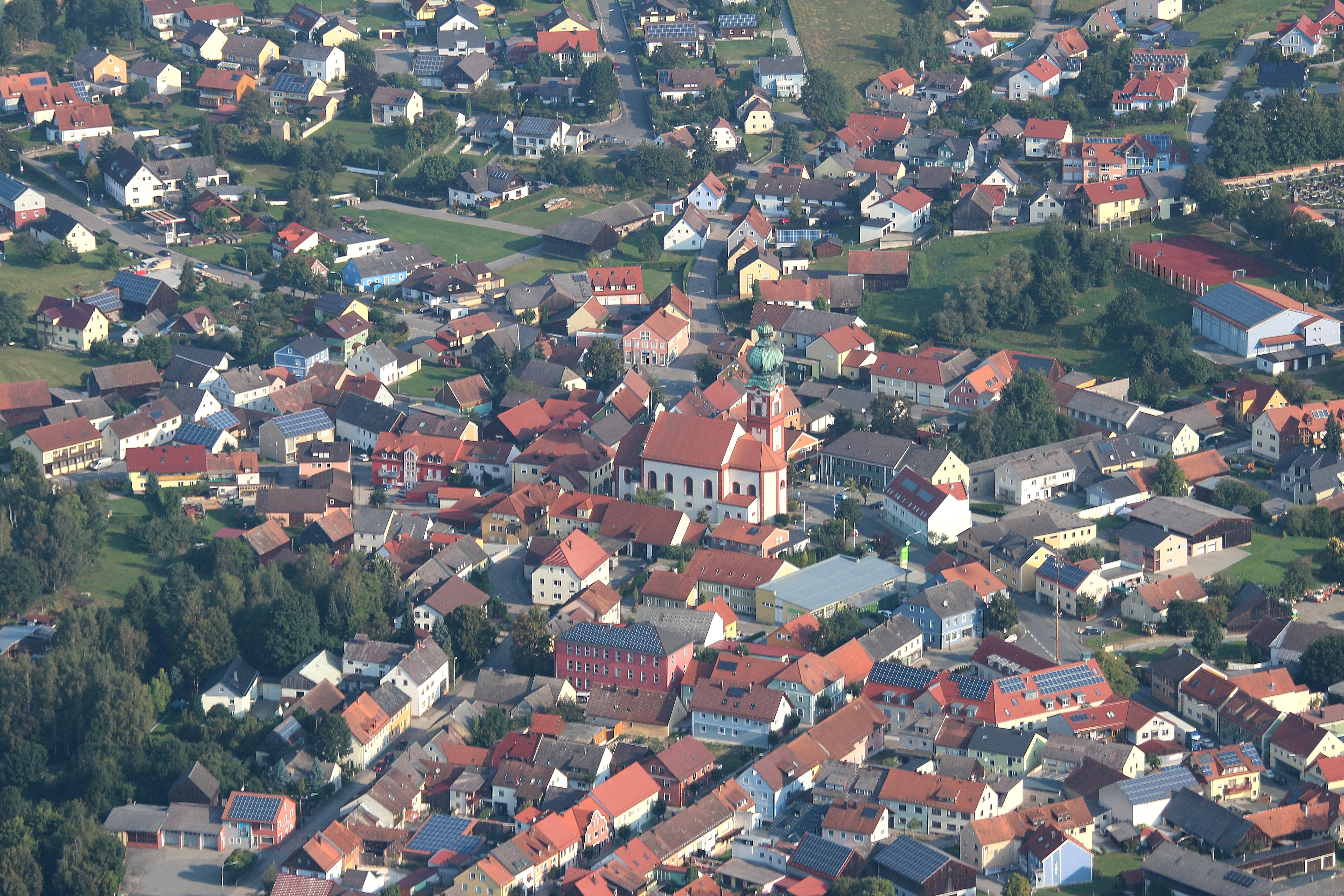
Eslarn (2016)

Eslarn (oberpfälzisch Isling) ist ein Markt im Oberpfälzer Landkreis Neustadt an der Waldnaab. Der gleichnamige Hauptort ist staatlich anerkannter Erholungsort.

## Geographie

### Geographische Lage
Der Ort Eslarn liegt in der Planungsregion Oberpfalz-Nord. Es gilt aufgrund seiner ruhigen Umgebung als Erholungsort, der auch verschiedene Möglichkeiten zur sportlichen Betätigung bietet. Dazu zählt vor allem die am Ortsrand gelegene Freizeitanlage Atzmannsee. Eslarn liegt am Loisbach.

### Nachbargemeinden
Die Nachbargemeinden (im Uhrzeigersinn) sind Waidhaus, Rozvadov, Třemešné, Bělá nad Radbuzou, Schönsee, Oberviechtach, Moosbach und Pleystein.
| Pleystein 13 km     | Waidhaus 8 km                               | Rozvadov 13 km          |
| Moosbach 9 km       | Kompassrose, die auf Nachbargemeinden zeigt | Třemešné 18 km          |
| Oberviechtach 18 km | Schönsee 9 km                               | Bělá nad Radbuzou 16 km |

## Geschichte

### Bis zur Gemeindegründung
Eslarn kann aufgrund seiner ersten urkundlichen Erwähnung ca. im Jahre 1135 als Eselharn auf eine über 850 Jahre lange Geschichte zurückblicken. Der Ortsname geht auf althochdeutsch eselaerun (‚bei den Eseltreibern‘) zurück.
In dem Ort war ein Eisenhammer, der im Dreißigjährigen Krieg zugrunde ging. Der Hammer wird als Mitglied in der Oberpfälzer Hammereinigung genannt („Vllreich Kes mit Ott Neitwein mit dem hamer zu Eslarn“). Schon Ende des 15. Jahrhunderts besaß der Ort das Marktrecht mit weitgehenden magistratischen Eigenrechten. Kurfürst
Friedrich V. von der Pfalz bestätigte 1598 die Marktrechte und verlieh ein Wappen. Seit 1613 wird der Ort als Markt bezeichnet und behält auch in der Neuzeit die jährlichen Markttage bei. Durch jährlichen Aushang an der Amtstafel werden diese bekannt gemacht, wenngleich seit 2016 nur der Bartholomämarkt erstmals wieder jährlich abgehalten wird. Er gehörte später zum Rentamt Amberg und zum Landgericht Treswitz des Kurfürstentums Bayern. Durch das Gemeindeedikt von 1818 entstand die politische Gemeinde.

### Gemeindegliederung
Die Gemeinde Eslarn hat 26 Gemeindeteile:
| Gemeindeteil      | Siedlungstyp | Einwohnerzahl (2011/2012) |
| Bruckhof          | Weiler       | 26                        |
| Büchelberg        | Weiler       | 12                        |
| Eslarn            | Hauptort     |                           |
| Gerstbräu         | Weiler       | 6                         |
| Gmeinsrieth       | Weiler       |                           |
| Goldberg          | Einöde       | 6                         |
| Heckermühle       | Einöde       | 5                         |
| Kreuth            | Dorf         | 78                        |
| Lindauer Waldhaus | Einöde       | 0                         |
| Neumühle          | Einöde       | 0                         |
| Oberaltmannsrieth | Weiler       | 12                        |
| Öd                | Einöde       | 6                         |
| Ödmeiersrieth     | Weiler       | 16                        |

| Gemeindeteil    | Siedlungstyp | Einwohnerzahl (2011/2012) |
| Paßenrieth      | Weiler       | 9                         |
| Pflugsbühl      | Einöde       | 0                         |
| Pfrentschweiher | Weiler       | 7                         |
| Premhof         | Einöde       | 1                         |
| Putzenrieth     | Weiler       | 9                         |
| Putzhof         | Weiler       | 7                         |
| Riedlhof        | Weiler       | 11                        |
| Roßtränk        | Weiler       | 23                        |
| Teufelstein     | Weiler       | 3                         |
| Thomasgschieß   | Weiler       | 37                        |
| Tillyschanz     | Weiler       | 11                        |
| Torfhäusl       | Einöde       | 0                         |
| Zankeltrad      | Einöde       | 2                         |
| Markt Eslarn    | Markt Eslarn | 2679                      |

- Es gibt die Gemarkungen Burkhardsrieth, Eslarn, Gmeinsrieth, Heumaden und Pfrentsch.
- Der Names des Dorfes Bühl im Westen der Gemeinde südwestlich der heutigen Bahnhofstraße ist im Jahre 1975 zuletzt in Karten verzeichnet.[7]

### Eslarner Bockl

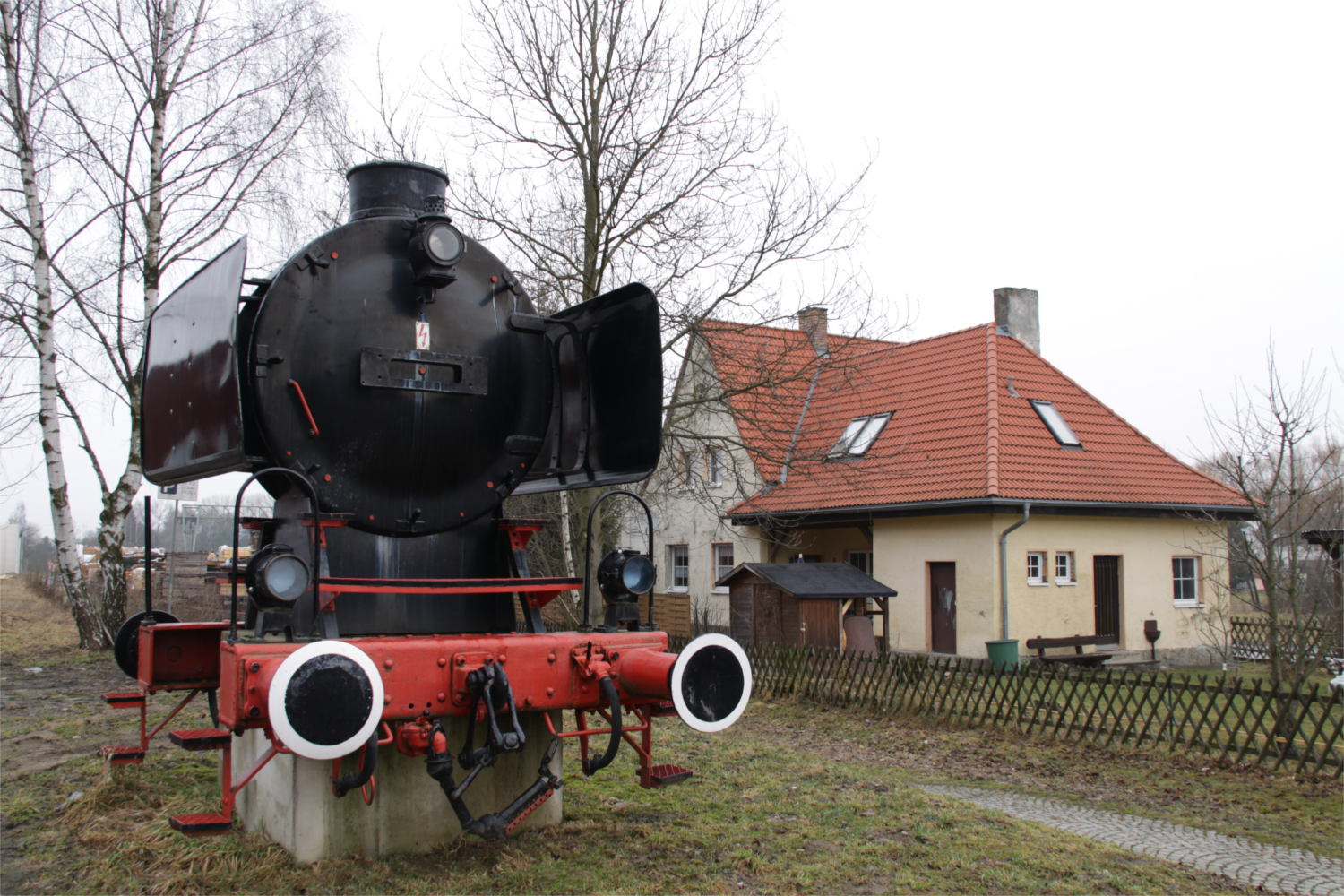
Ehemaliger Bahnhof und Denkmal

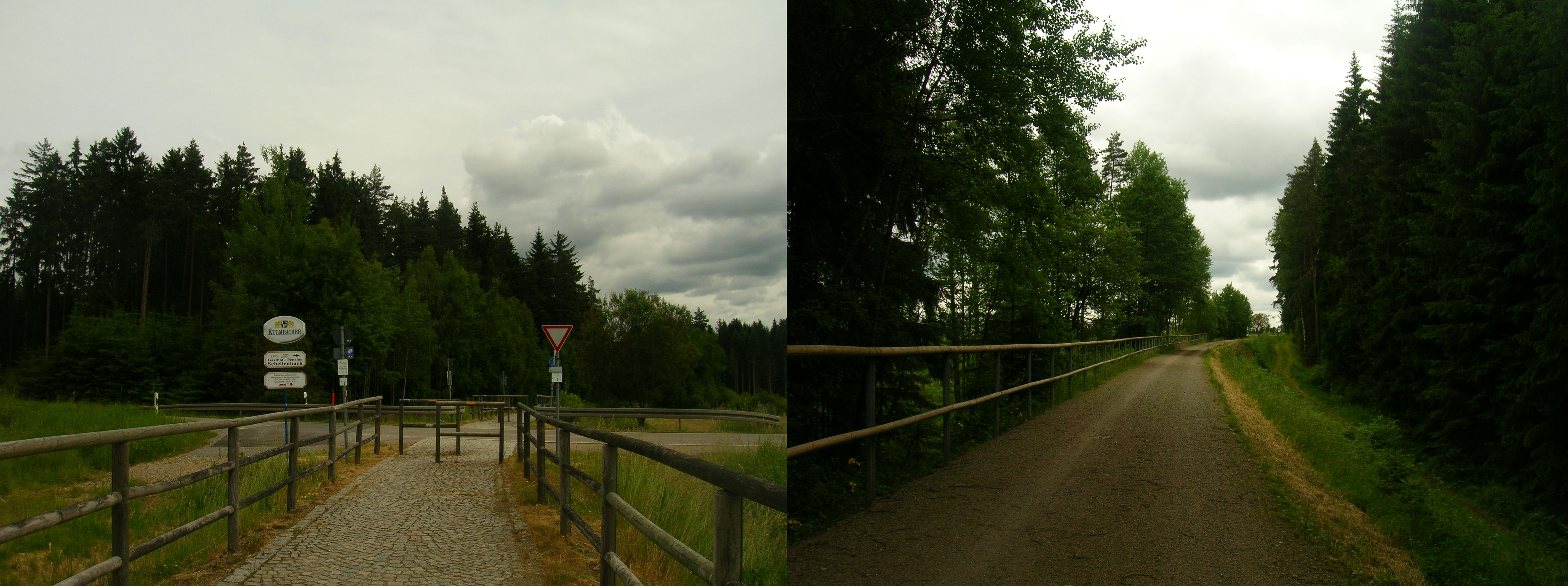
Übersicht Bocklradweg – links, Kreuzung mit St2154; rechts – Streckenführung

Im 19. und 20. Jahrhundert war Eslarn namensgebend für den Eslarner Bockl, die Bahnstrecke von Eslarn nach Neustadt an der Waldnaab. Auf der ehemaligen Bahntrasse verläuft mit 51 Kilometern Bayerns längster Bahntrassenradweg, der Bockl-Radweg.

### Eingemeindungen
Im Jahr 1945 oder 1946 wurden Teile der aufgelösten Gemeinde Gmeinsrieth eingegliedert. Im Zuge der Gebietsreform in Bayern kamen am 1. Januar 1972 Teile der Gemeinde Heumaden, am 1. Juli 1972 Teile der Gemeinde Burkhardsrieth hinzu. Gebietsteile der aufgelösten Gemeinde Pfrentsch folgten am 1. Juli 1976.

### Einwohnerentwicklung
Einwohnerentwicklung in der Gemeinde:
| Jahr      | 1961 | 1970 | 1987 | 1991 | 1995 | 2000 | 2005 | 2010 | 2015 | 2020 |
| Einwohner | 3008 | 3045 | 2997 | 3147 | 3184 | 3119 | 3086 | 2848 | 2756 | 2678 |

Zwischen 1988 und 2018 sank die Einwohnerzahl von 3005 auf 2691 um 314 Einwohner bzw. um 10,5 %.

### Bundesweite Bekanntheit nach gescheiterter Straßenumbenennung
Eslarn geriet im November 2024 in die Schlagzeilen, als Anwohner der Georg-Zimmermann-Straße einen Bürgerentscheid gegen die geplante Umbenennung ihrer Straße initiierten. Die Umbenennung war im Mai 2024 vom Magistrat beschlossen worden, da der Namensgeber ein wegen Kindesmissbrauchs verurteilter Priester war. Beim Bürgerentscheid am 24. November 2024 stimmte die Mehrheit der Eslarner Bürger – mit 57,7 % der abgegebenen Stimmen – für die Beibehaltung des bisherigen Straßennamens.

## Politik

### Gemeinderat
Die Gemeinderatswahl am 15. März 2020 führte zu folgendem Ergebnis:
| Partei / Liste                                | Stimmenanteil | Sitze |
| Christlich-Soziale Union in Bayern (CSU)      | 34,1 %        | 5     |
| Sozialdemokratische Partei Deutschlands (SPD) | 40,7 %        | 6     |
| Freie Wähler Eslarn (FWG)                     | 25,2 %        | 3     |
| Gesamt                                        | 100 %         | 14    |
| Wahlbeteiligung: 79,6 %                       |               |       |

Der Gemeinderat besteht aus dem Ersten Bürgermeister und 14 Gemeinderatsmitgliedern.

### Bürgermeister
Erster Bürgermeister ist Reiner Gäbl (SPD). Dieser wurde im Jahr 2002 Nachfolger von Georg Hansl (CSU) und 2008, 2014 sowie 2020 wiedergewählt.

### Wappen
| Wappen von Eslarn | Blasonierung: „In Blau ein silberner Balken; oben ein wachsender, rot bewehrter goldener Löwe, unten ein waagrechter silberner Fisch.“ |
| Wappen von Eslarn | Wappenbegründung: Die Feldfarbe Blau und der ungekrönte pfälzische Löwe geben das landesherrliche Wappen in geminderter Form wieder. Der Fisch, ein Eßling, spielt auf den Ortsnamen an. Kurfürst Friedrich IV. bestätigte 1598 die schon seit Ende des 15. Jahrhunderts schrittweise erlangten Marktrechte und verlieh einen Wappenbrief, demzufolge auch zwei mit der Jahreszahl versehene Siegel angefertigt wurden. Das Recht, den Titel Markt zu führen, erlangte das Dorf Eslarn erst 1613. Der silberne Balken im Wappen sollte ursprünglich schwarz sein. Die heraldische Schraffierung in den Siegeln wurde in neuerer Zeit zum Anlass genommen, die obere Schildhälfte schwarz zu tingieren. Am Rathaus befindet sich ein Wappenrelief von 1607. Dieses Wappen wird seit 1598 geführt. |

### Partnergemeinden
- Bělá nad Radbuzou, Tschechien

## Kultur und Sehenswürdigkeiten

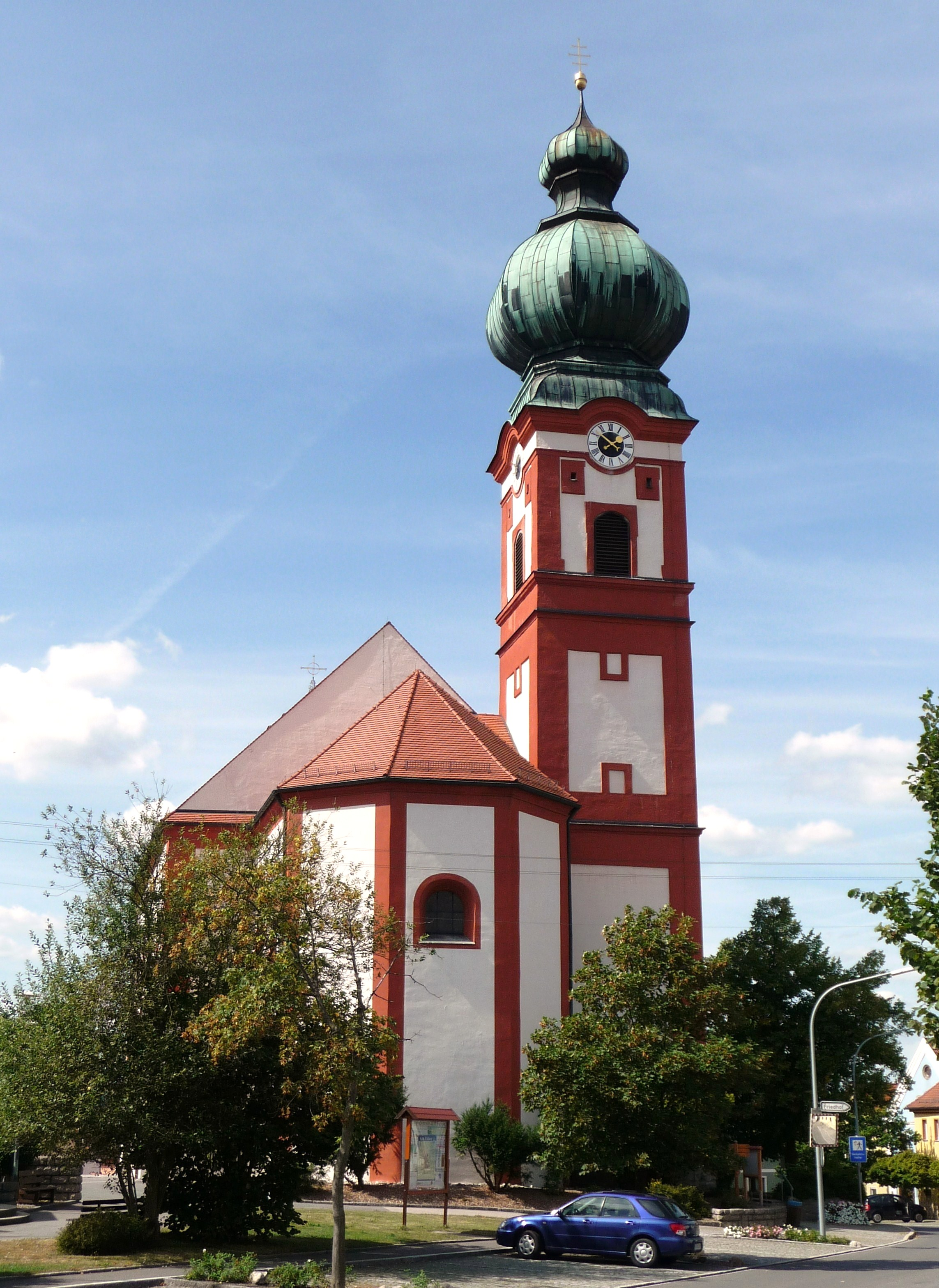
Pfarrkirche Mariä Himmelfahrt

In Eslarn wird alle fünf Jahre das Heimatfest gefeiert. 1995 wurde das etwa zehn Tage dauernde Fest zum 20. Mal veranstaltet. Ein Höhepunkt ist der Festumzug mit zahlreichen Vereinen aus Eslarn und Umgebung sowie den Heimatvereinen von Eslarnern in der Fremde.

### Sonstige Sehenswürdigkeiten

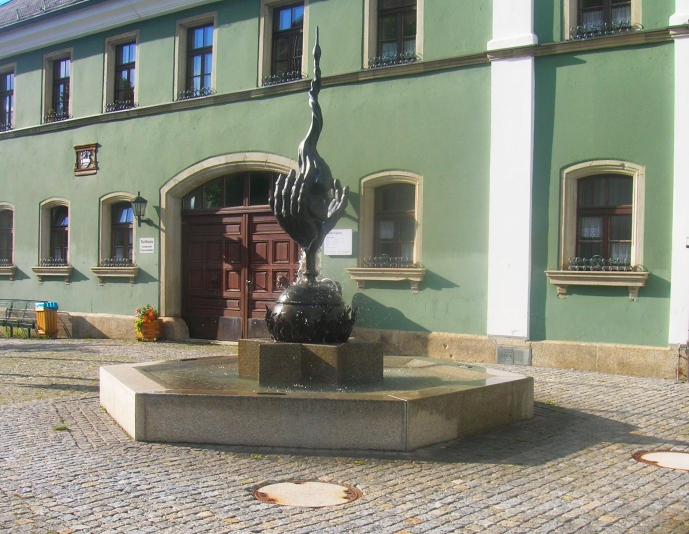
Zoigl-Pentaptychon, Brunnen vor dem Rathaus mit Bronze-Plastik (2018)

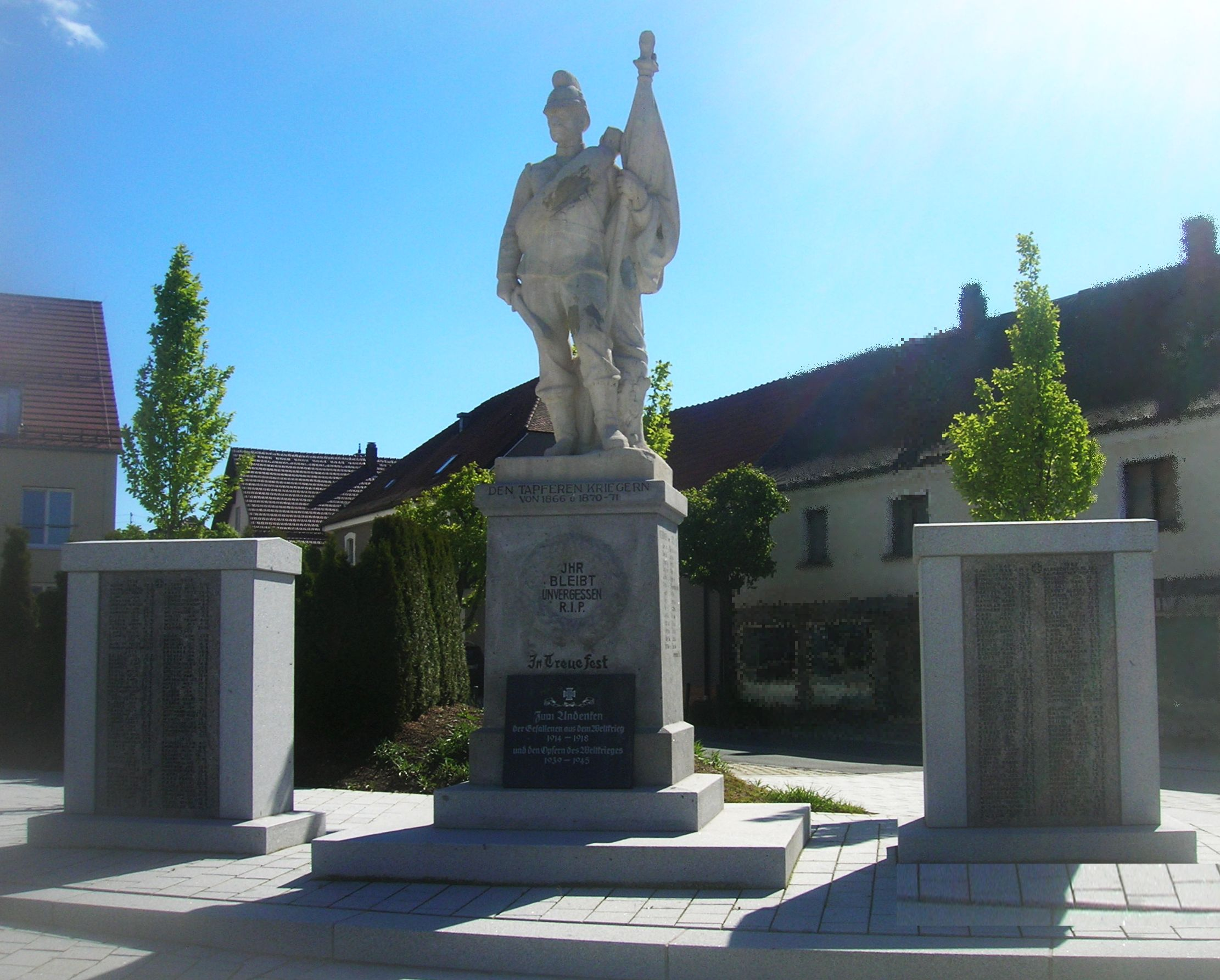
Kriegerdenkmal, errichtet 1914

Vogelzuchtanlage Eslarn

- Zoigl-Pentaptychon (Brunnen mit Bronze-Plastik, 2018), seitlich beim Rathaus
- Gut Aiderbichl Eslarn, Außenstelle von Gut Aiderbichl, eröffnet im Jahr 2016, im Jahr 2020 um ein Taubenhaus erweitert.[18]
- Vogelzuchtanlage Eslarn

### Baudenkmäler
- Die katholische Pfarrkirche Mariä Himmelfahrt wurde 1681 bis 1687 erbaut und 1910 erweitert. Der fast 50 Meter hohe Turm trägt eine Zwiebelkuppel. Der Gnadenaltar um 1700 birgt eine gotische Marienstatue. Ebenfalls um 1700 entstand eine Rosenkranzmadonna, die Rokokokanzel wurde 1759 und der Orgelprospekt 1757 geschaffen.
- Altes Schloss
- Neues Schloss
- Rathaus
- Kommunbrauhaus
- Kriegerdenkmal

### Sport
- Schützengesellschaft Hubertus Eslarn e. V.
- Fischereiverein Eslarn e. V.
- Dart-Freunde Eslarn
- TSV Eslarn (Fußball, Turnen, Volleyball, Bodyshake)

### Regelmäßige Feste

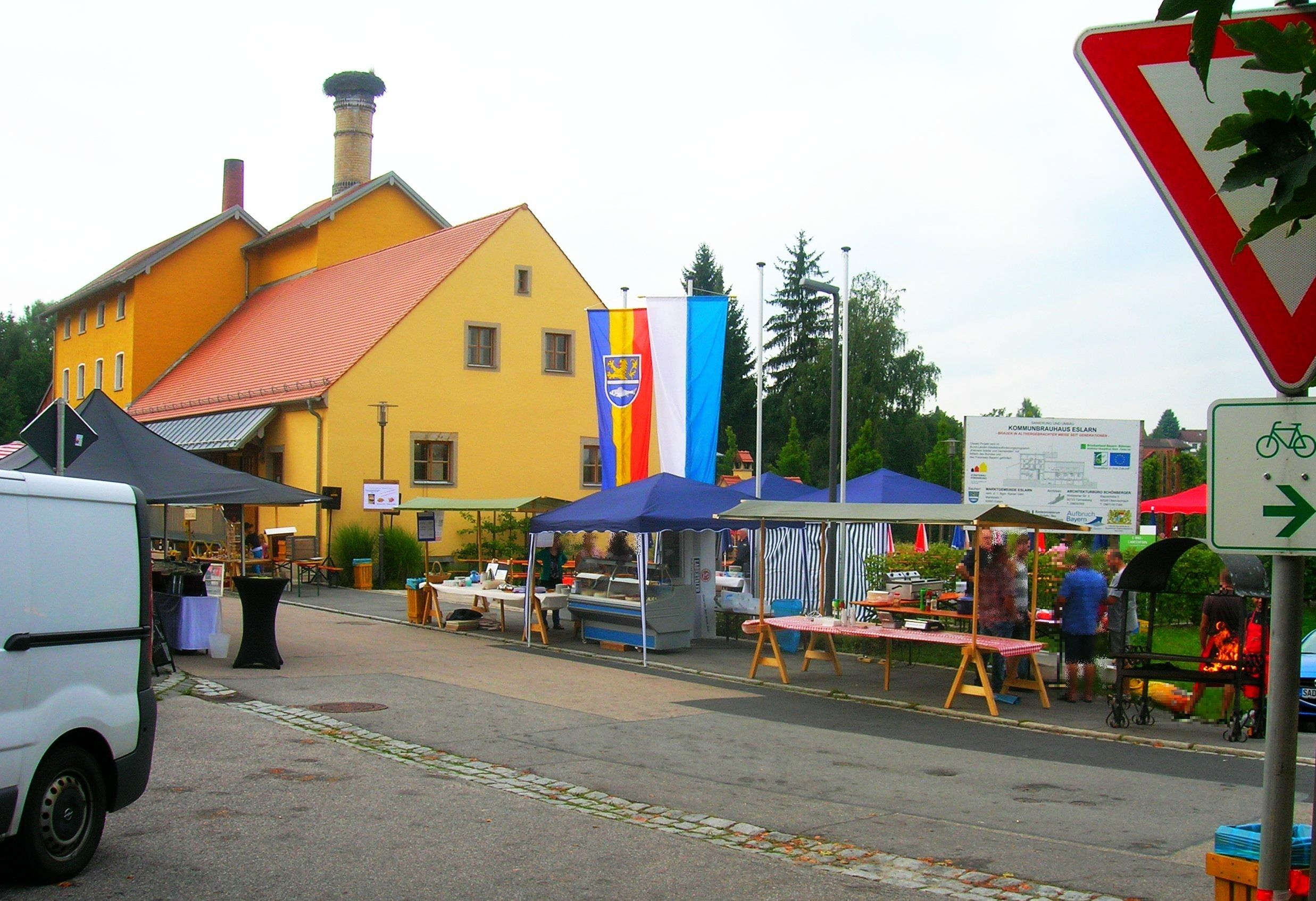
Festtreiben beim Barthlmarkt 2017

Neben den landestypischen Festen finden in der Marktgemeinde Eslarn vor allem folgende Feste regelmäßig statt:
- Heimatfest Eslarn, im fünfjährigen Turnus
- Barthlmarkt Eslarn, erstmals veranstaltet mit der Fertigstellung des „Biererlebnis Kommunbrauhauses“ im Jahr 2016.

### Sonstiges

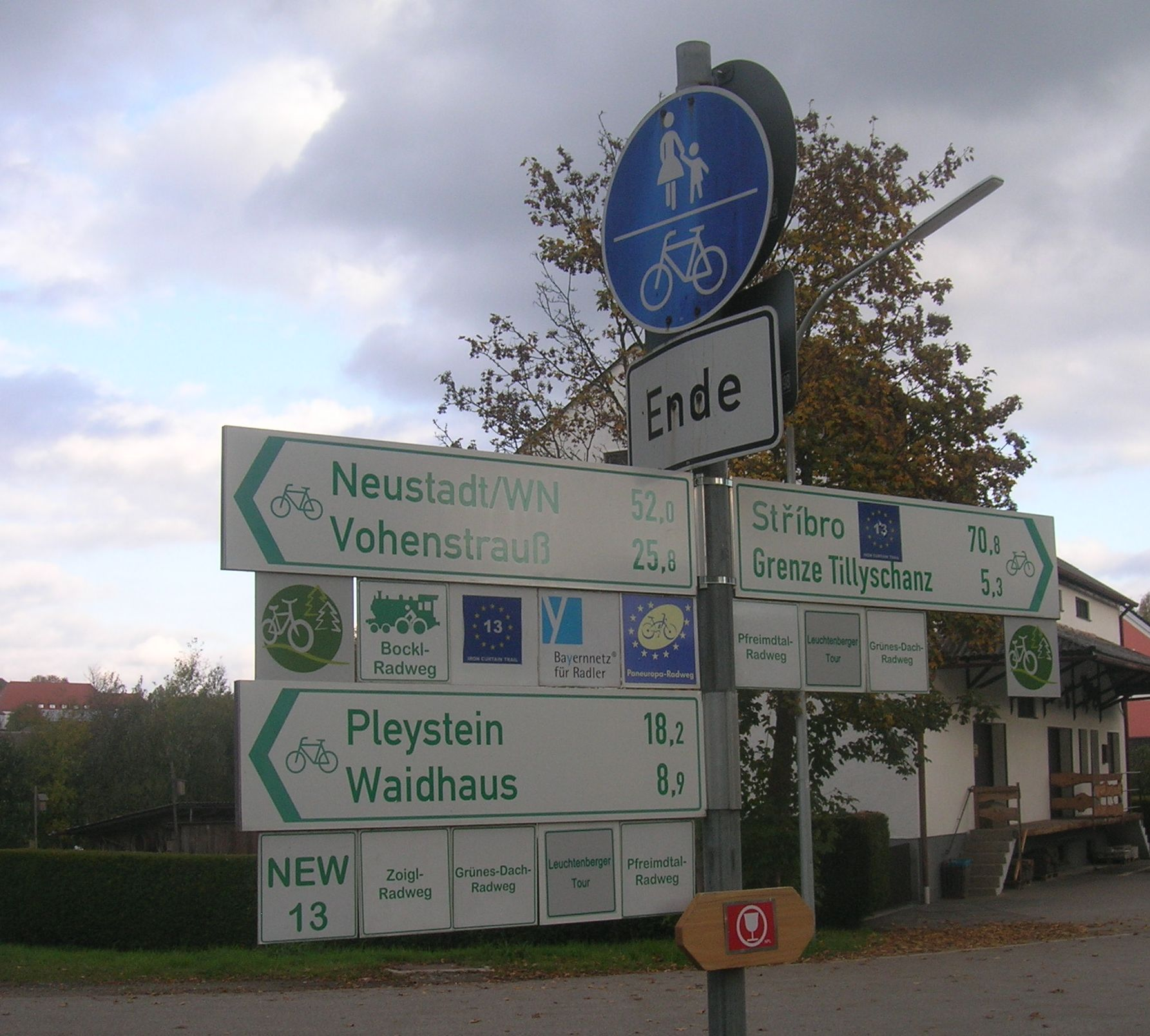
Gesamtsicht aller Rad- u. Wanderwege von und nach Eslarn (ehem. Bahnhof Eslarn)

Durch Eslarn führt der Fränkische Jakobsweg, der mit einer weißen Muschel auf hellblauem Grund markiert ist.
Er kommt von Tillyschanz, wo er beginnt.
Der Jakobsweg betritt mit der Böhmerstraße den Markt Eslarn. Er schwenkt nach rechts (Richtung Nordwesten) in die Tillystraße ein und führt über den Tillyplatz und den Marktplatz zur Bahnhofstraße. Mit der Bahnhofstraße ändert sich seine Richtung nach Südwesten. Er überquert den Loisbach und erreicht über Kapellenstraße, Tradweg, Sportplatzstraße den Atzmannsee. Über die Badewiese entlang des Seeufers wendet der Weg sich nach Süden und tritt bei Pflugsbühl in den Wald ein. Nächste Ortschaft am Fränkischen Jakobsweg ist Lohhof, 6,5 km südwestlich von Eslarn.
In Eslarn endet der Bockl-Radweg, der auf der ehemaligen Bahnstrecke Neustadt–Eslarn von Neustadt an der Waldnaab nach Eslarn führt. Er ist Teil des Paneuropa-Radweges Prag–Paris.
Eslarn ist an die Euro-Velo Route 13 (Iron Curtain Trail), den längsten offiziellen Radfernweg Europas, angeschlossen, welcher entlang des ehemaligen Eisernen Vorhangs von Kirkenes in Norwegen nach Carelo an der bulgarischen Schwarzmeerküste verläuft.
An der Staatsstraße 2154 zwischen Schönsee und Eslarn im Naturpark Nördlicher Oberpfälzer Wald am Osthang des Stückbergs liegt der Wildpark Eslarn mit einigen einheimischen Tieren, einem Spielplatz und einem Lehr- und Erlebnispfad.
Vertriebenendenkmal (s. a. Liste der Vertriebenendenkmale in Bayern (A–L)), rechtsseitig beim Eingang zum kommunalen Friedhof.

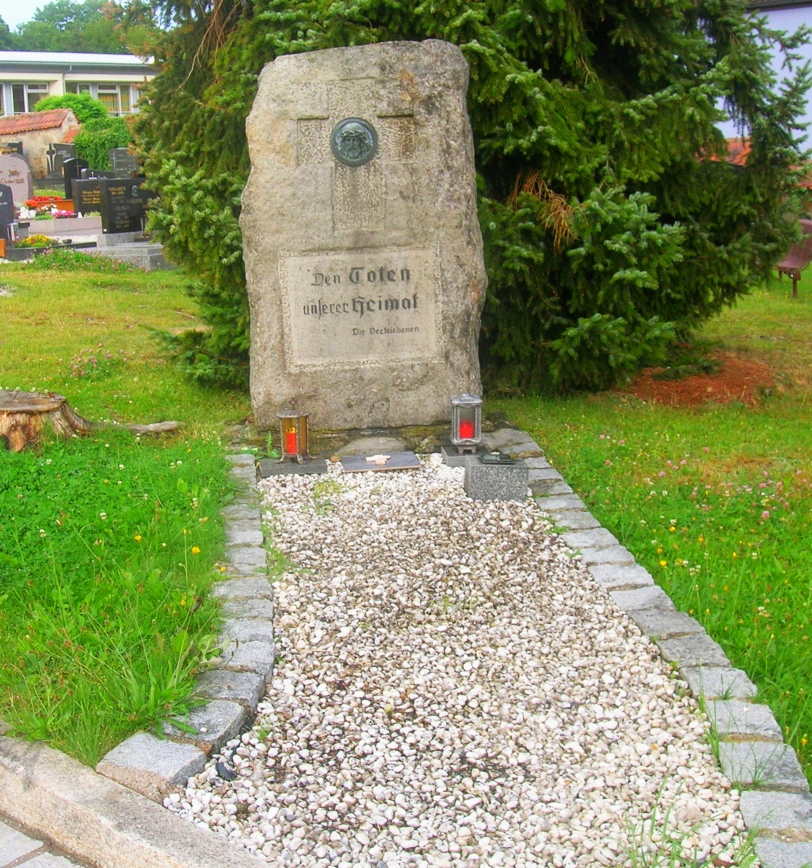
Vertriebenendenkmal, Gedenkstein am Friedhof Eslarn

#### Stiftungen (Sondervermögen der Kommune)
- Betty- und Hanns-Zierer-Stiftung: Allgemeine Stiftung bürgerlichen Rechts, Stifter: Hanns Zierer, Entstehungsdatum: 04.02.2003; Stiftungszweck: Unterstützung von Alzheimer- und Parkinson-Kranken und deren Angehörigen sowie Unterstützung kinderreicher Familien in Eslarn. Stiftungsverzeichnis des Freistaat Bayern[22]

Im Januar 2003 rief Hanns Zierer die Betty- und Hanns Zierer-Stiftung ins Leben, die seit 2004 Beihilfen an Familien auszahlt.
- Margarete- und Justin-Braun-Stiftung: Im Rahmen der Margarete- und Justin Braun-Stiftung erfolgte die Zuwendung zweier Grundstücke mit Immobilien, hier Kirchenstraße 1 und Moosbacher Straße 25.[24] Gem. Stiftungsverzeichnis des Freistaates Bayern keine eingetragene Stiftung.[25]
- Geschwister-Zimmermann-Stiftungen: Im Rahmen der Geschwister-Zimmermann-Stiftungen (Katharina Götze und deren Bruder Diözesan-Kirchenmusikdirektor Georg Friedrich Zimmermann) erfolgte die Zuwendung von Bargeld und Immobilienvermögen.[26][27] Gem. Stiftungsverzeichnis des Freistaates Bayern keine eingetragenen Stiftungen.[28]

#### Stiftungen (mit Sitz in Eslarn)
- Jugend fördern – Grenzen überspringen: Allgemeine Stiftung bürgerlichen Rechts, Stifter: Pfarrer Martin Rupprecht, 1150 Wien, Entstehungszeitpunkt: 11.10.2002, Zweck: Förderung der Jugendhilfe, der Bildung und Erziehung und der Völkerverständigung.[29]

## Natur
- Naturschutzgebiet Torflohe und Pfrentschwiese

## Wirtschaft und Infrastruktur

### Wirtschaft einschließlich Land- und Forstwirtschaft
2016 gibt es nach der amtlichen Statistik im Bereich der Land- und Forstwirtschaft 0, im produzierenden Gewerbe 432 und im Bereich Handel, Verkehr, Gastgewerbe 92 sozialversicherungspflichtig Beschäftigte am Arbeitsort. Insgesamt gibt es 660 am Arbeitsort sozialversicherungspflichtig Beschäftigte. 1123 Personen sind sozialversicherungspflichtig Beschäftigte am Wohnort.
Im verarbeitenden Gewerbe gibt es 2020 fünf, im Bauhauptgewerbe zwei Betriebe. Zudem bestehen 51 landwirtschaftliche Betriebe mit einer landwirtschaftlich genutzten Fläche von 1628ha, davon 941ha Ackerfläche.

### Bildung
2022 gibt es folgende Einrichtungen:

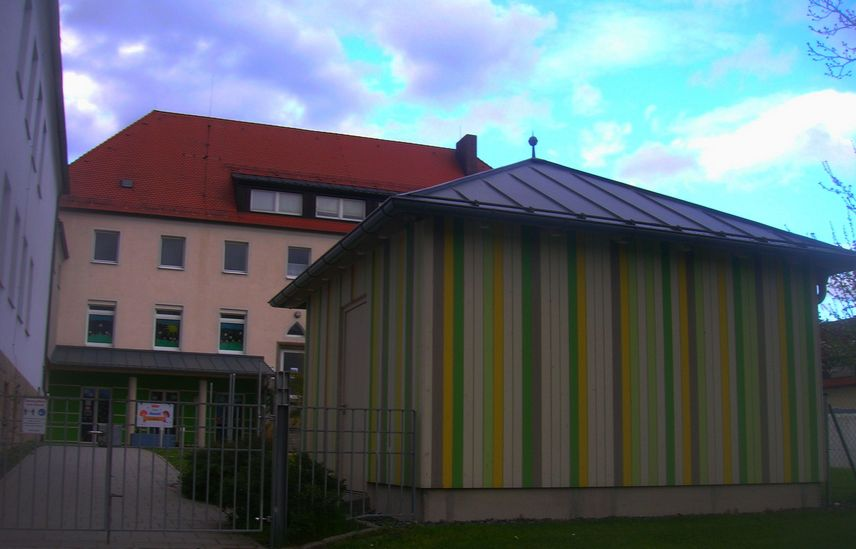
Katholischer Kindergarten St. Elisabeth – Sicht aus der Friedhofstrasse

- Einen konfessionsgebundenen Kindergarten mit 94 Plätzen und 91 Kindern (BayStatKommunal 2022)

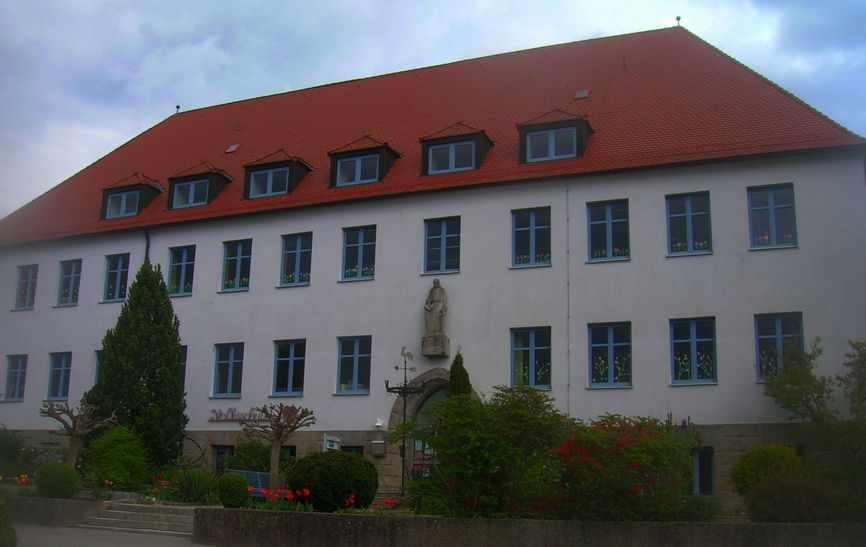
(Kommunale) Volksschule Eslarn

- Eine Grundschule und Ganztagesschule mit 77 Schülern (BayStatKommunal 2022)

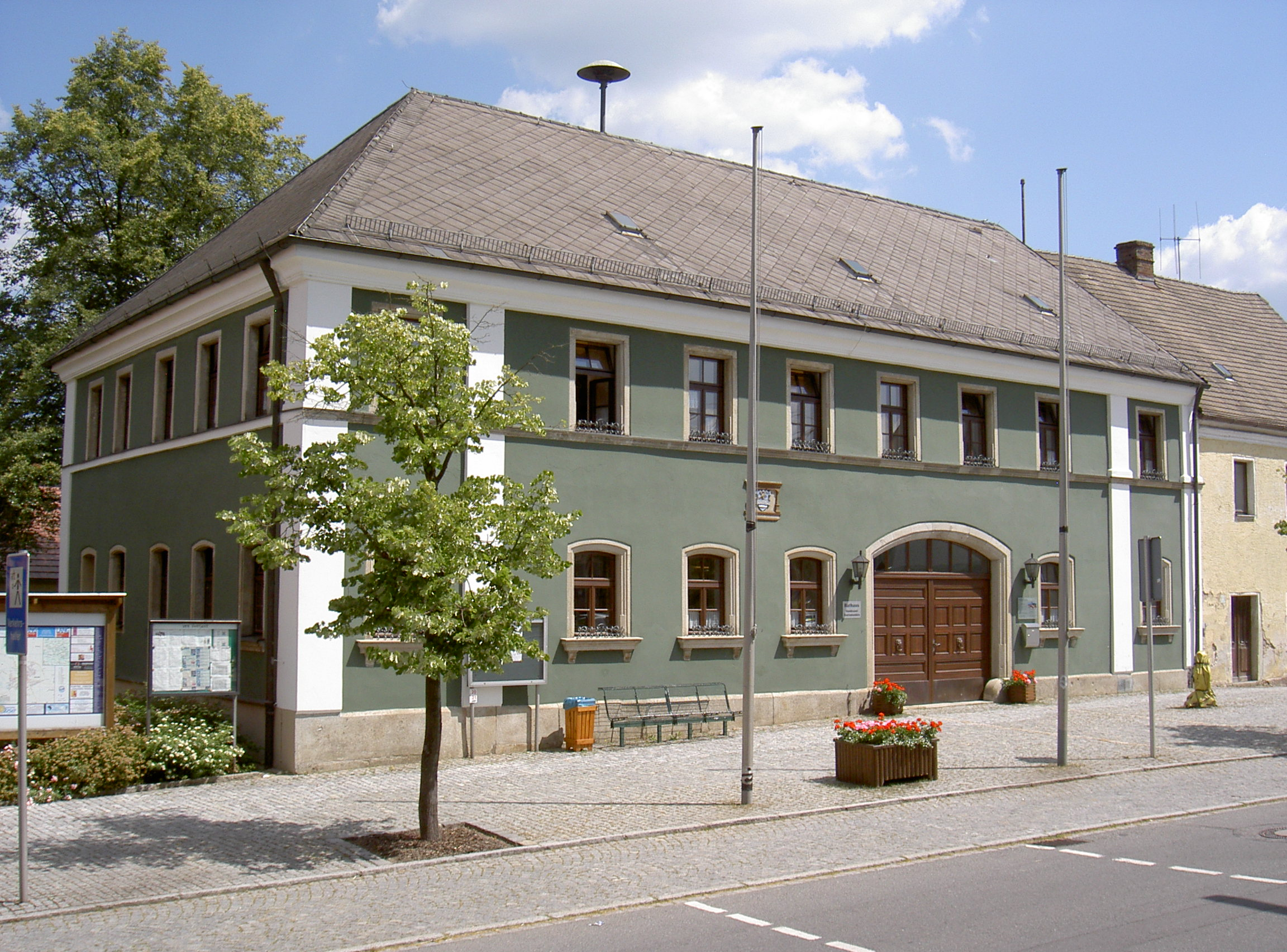
Eslarner Rathaus
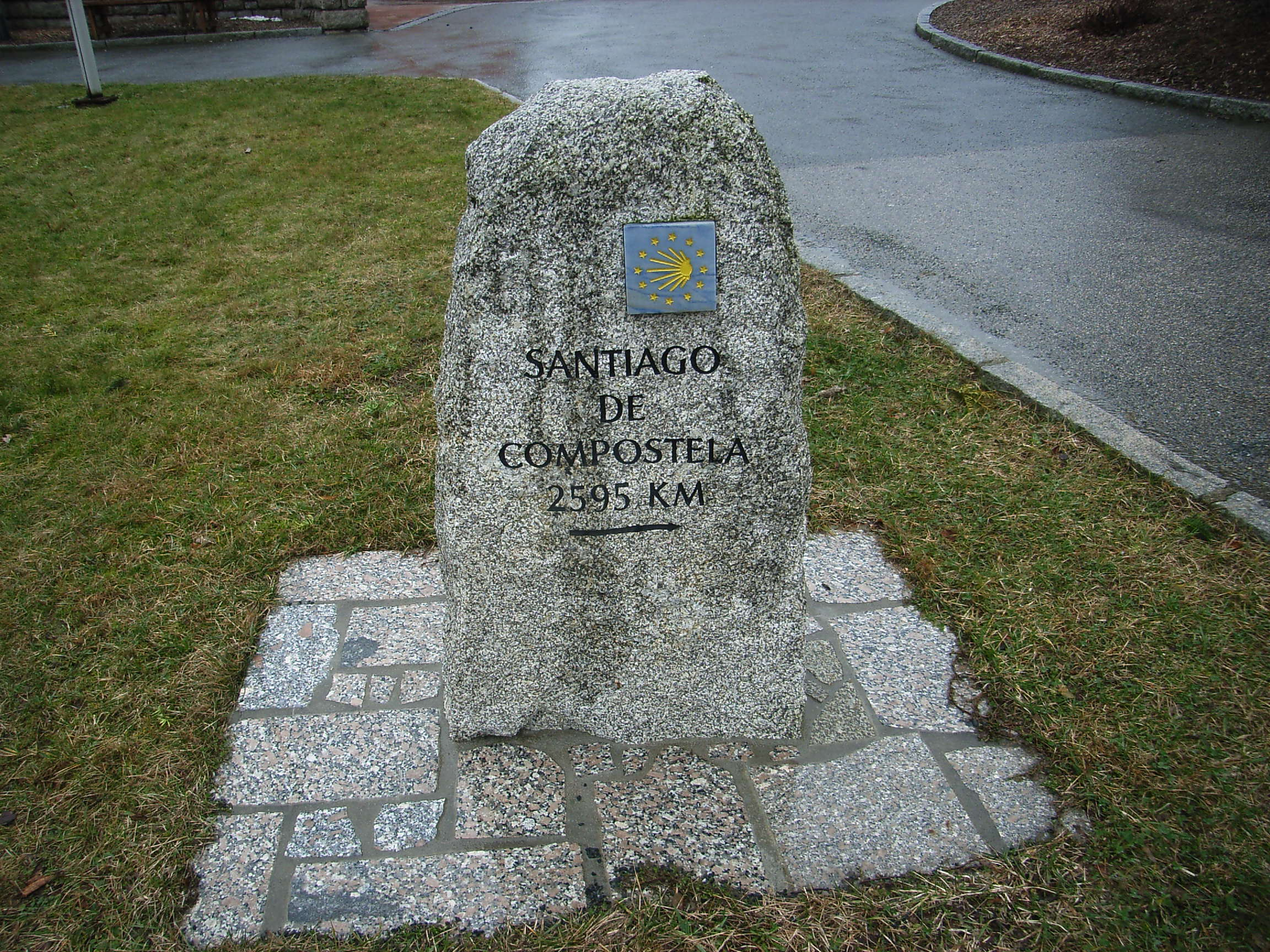
Jakobsweg
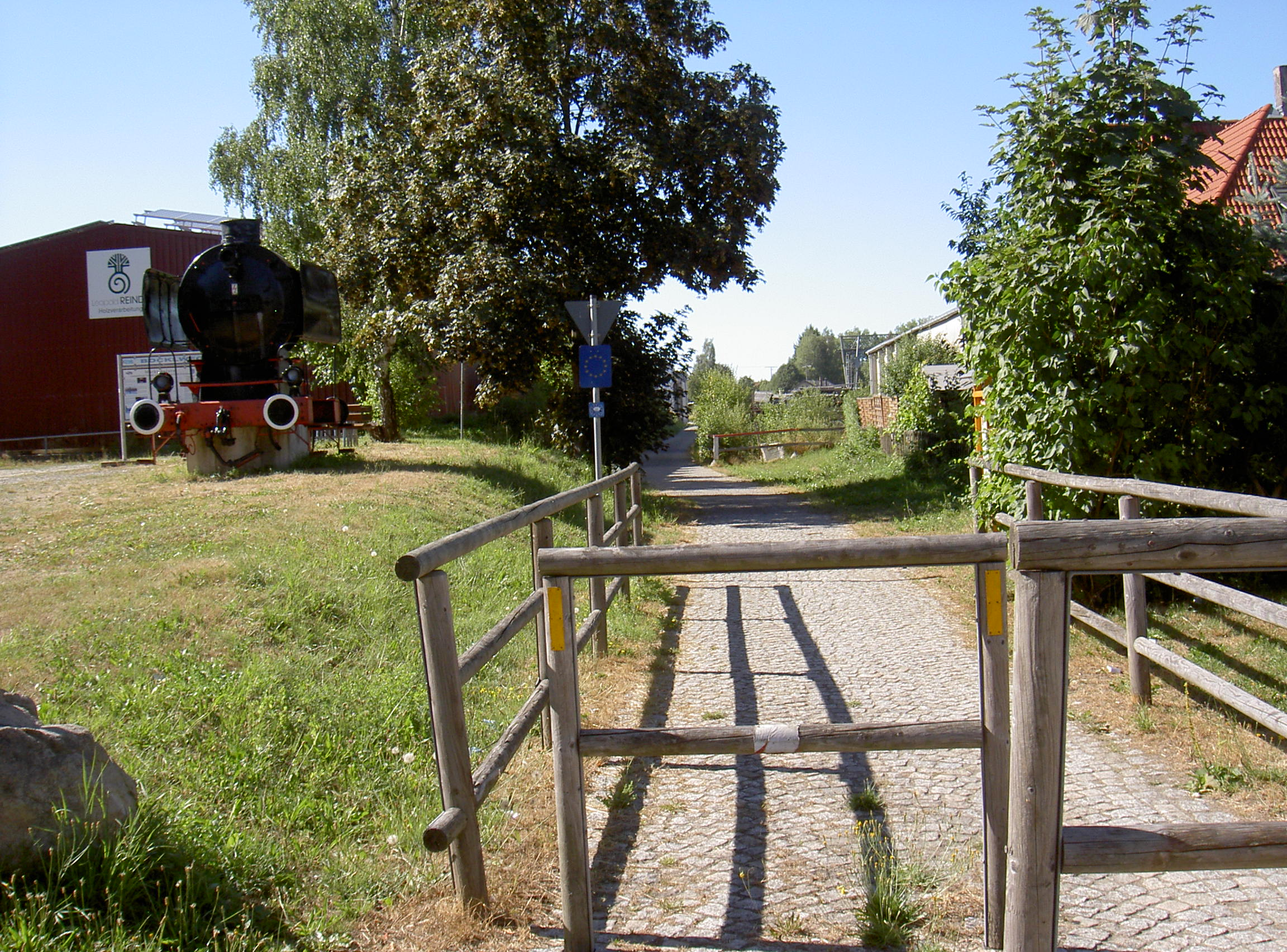
Eslarn, Ende des Bocklradweges
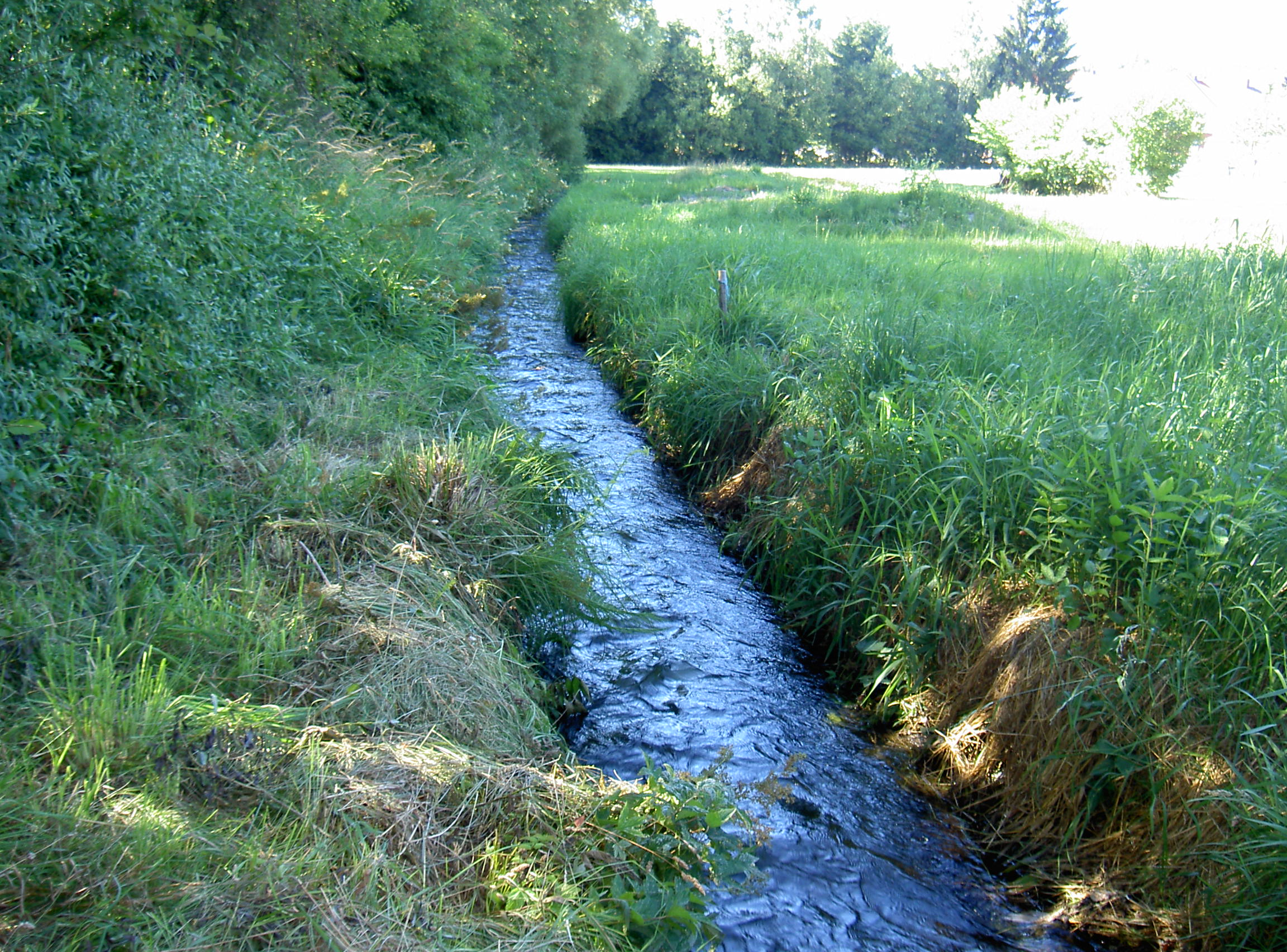
Eslarn Loisbach
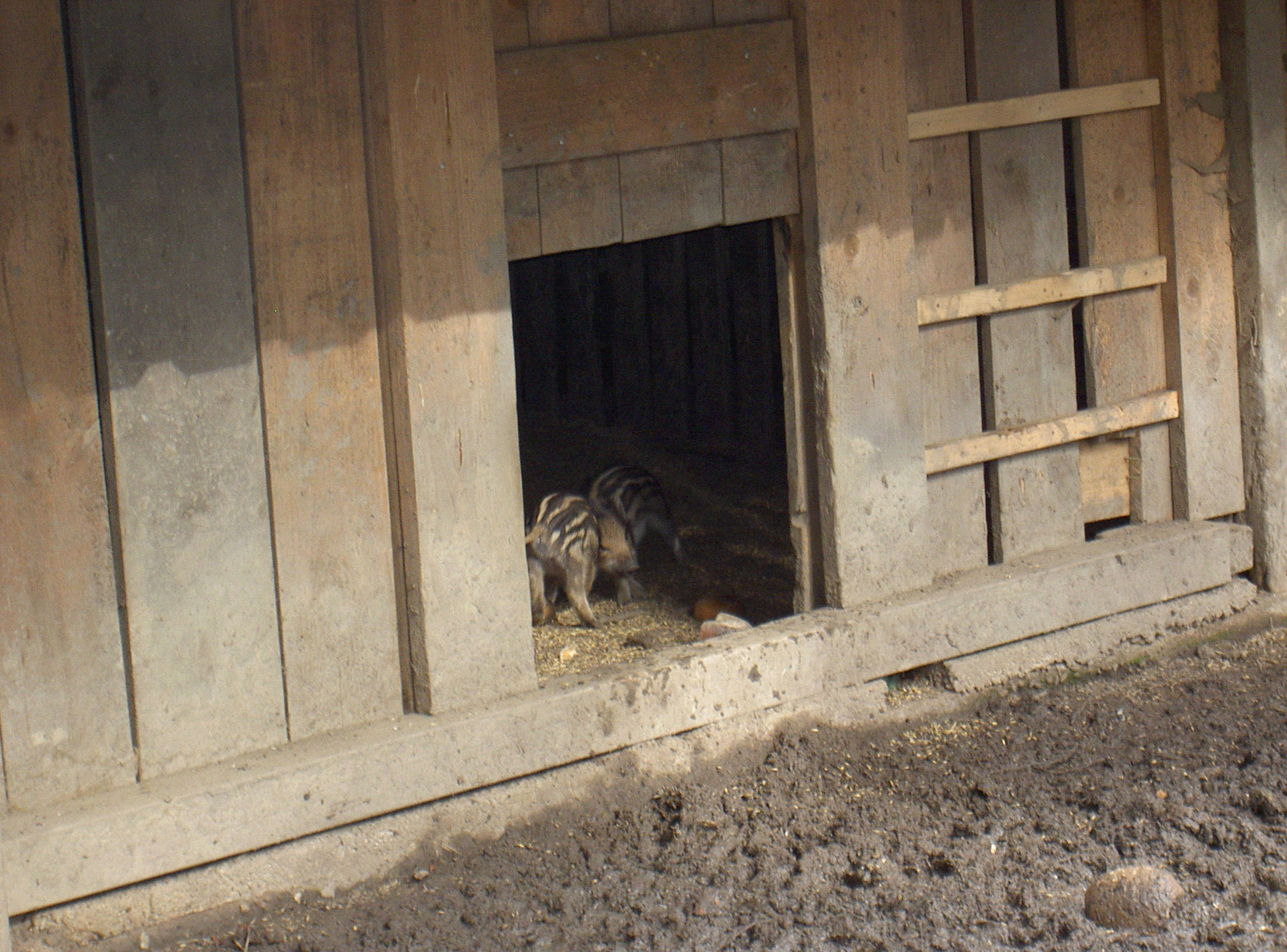
Frischlinge im Wildpark Eslarn
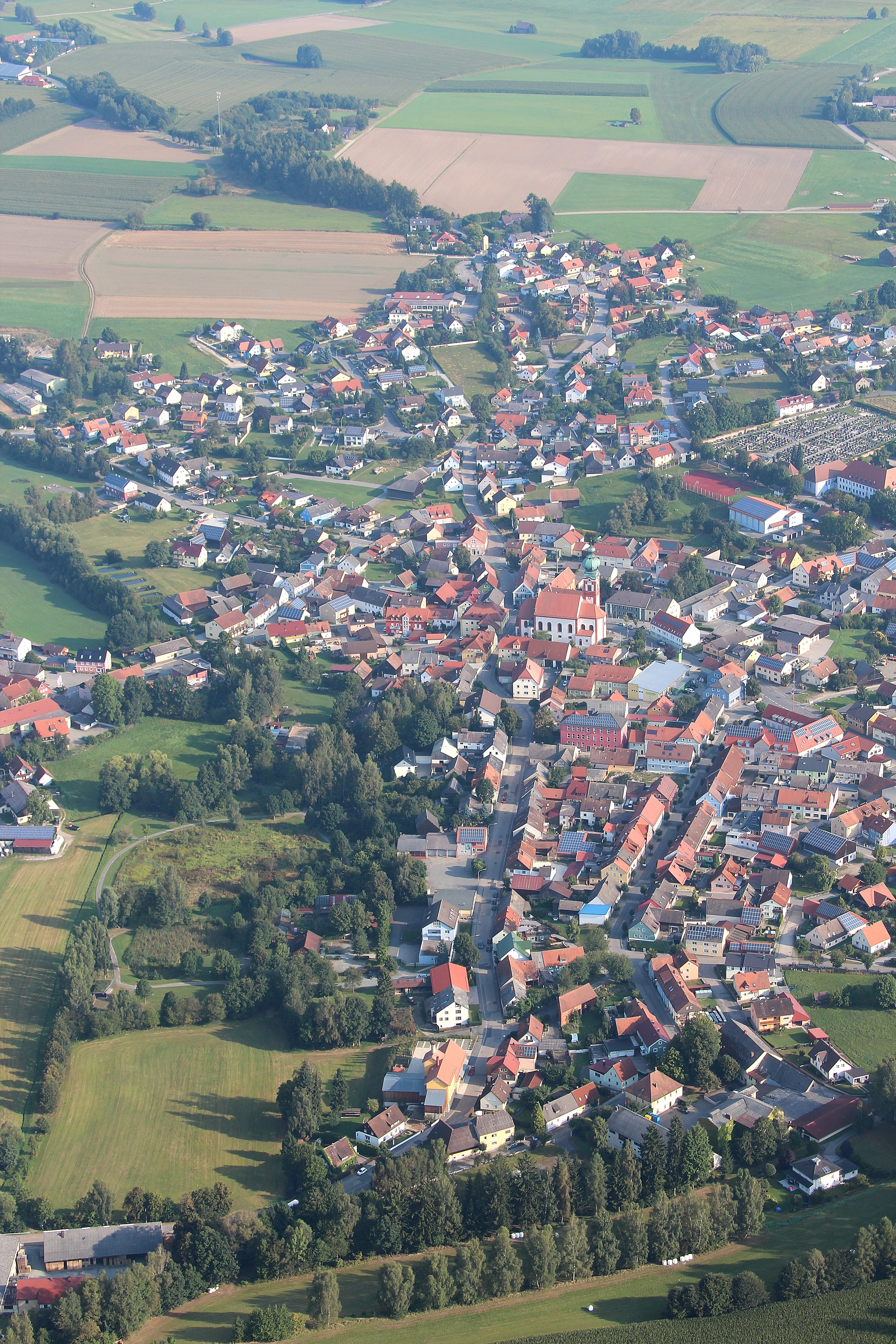
Eslarn, Brennerstraße (2016)

### Verkehr
In Eslarn treffen sich die Staatsstraße 2154 (Nord-Süd-Richtung), die Staatsstraße 2155 (Ost-West-Richtung) und die Kreisstraße NEW 34 (vom Süden).

## Persönlichkeiten
- Ludwig Müller („Waldmüller“) (1879–1964), Komponist und Zitherspieler, geboren in Eslarn und Ehrenbürger
- Josef Hanauer (1913–2003), Pfarrer und Buchautor
- Georg Friedrich Zimmermann (1916–1984), Kirchenmusiker und römisch-katholischer Priester, der 1969 wegen „Unzucht mit Abhängigen“ zu einer Haftstrafe verurteilt wurde.
- August Lang (1929–2004), Politiker und bayerischer Staatsminister (CSU)
- Ernst Michl (1935–2001), Politiker, MdL a. D. (CSU)
- Marianne Ach (* 1942), ehemalige Nonne, Lehrerin und Schriftstellerin
- Fritz Möstl (* 1954), Politiker, MdL a. D. (SPD)